# ويليام بينتون بوغز
ويليام بينتون بوغز هو شخصية أعمال وسياسي أمريكي، ولد في 8 أكتوبر 1854 في مقاطعة كالهون في الولايات المتحدة، وتوفي في 18 فبراير 1922. نشط حزبياً في الحزب الديمقراطي. وقد انتخب عضو مجلس ولاية لويزيانا ‏.